# Tomislav Ivković
Pour les articles homonymes, voir Ivković.
Tomislav Ivković (né le 11 août 1960 à Zagreb) est un footballeur croate qui a joué pour l'équipe de Yougoslavie au poste de gardien de but. Il s'est reconverti comme entraîneur.
Sélectionné parmi les 3 gardiens yougoslaves lors de l'Euro 1984 mais remplaçant, il était le portier titulaire lors de la coupe du monde 1990. À cette occasion, la Yougoslavie atteint les quarts de finale, battue par l'Argentine bien qu'Ivković stoppe la tentative de Diego Maradona lors de la séance des tirs au but.

## Carrère joueur
- Dinamo Zagreb (1977-déc.1982)
- Dinamo Vinkovci (jan. 1983-1983)
- Étoile rouge de Belgrade (1983-1985)
- SSW Innsbruck (1985-1986)
- FC Swarovski Tirol (1986-1988)
- Wiener Sport-Club (1988-déc. 1988)
- Racing Genk (jan. 1989-1989)
- Sporting Portugal (1989-1993)
- Estoril (1993-déc. 1993)
- Vitória Setúbal (jan. 1994-1994)
- Belenenses (1994-1996)
- UD Salamanque (1996-1997)
- Estrela da Amadora (1997-1998)

## Équipe nationale
- 38 sélections en équipe de Yougoslavie entre 1983 et 1991.
- Quart de finaliste de la coupe du monde 1990.

## Carrière entraineur
- Međimurje Čakovec (2010-2011)
- Lokomotiva Zagreb (déc. 2011-2015)
- Lokomotiva Zagreb (2016-nov. 2016)
- Al Faisaly (nov. 2016-fév. 2017)
- Slaven Belupo (depuis oct. 2017)